# Brázova
Brázova románul: Breazova, falu Romániában, Erdélyben, Hunyad megyében.

## Fekvése
Hátszegtől délnyugatra, Várhely mellett fekvő település.

## Története
Brázova nevét 1366-ban említette először oklevél  ... p-is olachalis Brazua vocate formában.
1377-ben villa olacalis  Brazua, 1404-ben pedig neve Braza László királyi ember nevében tűnt fel.
1510-ben p. Brazova birtokosai a Brazovai ~ Brezovai Kernyesdi, Poklisai Móré, (Zejkányi), Pestyéni, Márgai családok voltak.
Nevét 1733-ban Brjazova, 1750-ben Bratova, 1808-ban Brázova, 1913-ban Brázova formában említették.
A trianoni békeszerződés előtt Hunyad vármegye Hátszegi járásához tartozott.
1910-ben  312 lakosából 20 magyar, 292 román volt. Ebből 292 görögkatolikus, 20 református volt.

## Források

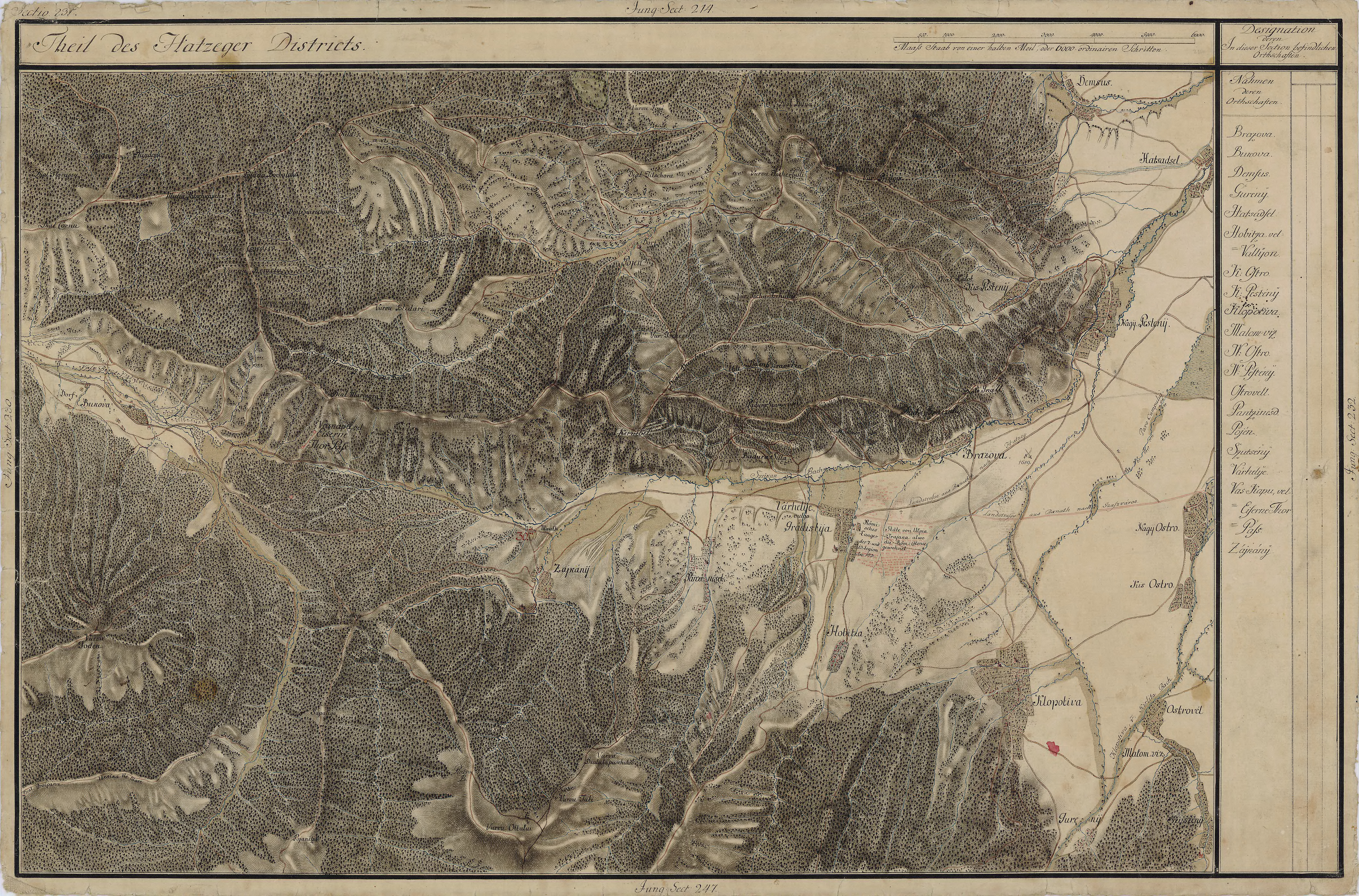
Brázova egy régi, az 1700-as évekből való térképen